# Bill Lee
William James Edwards Lee III (Snow Hill, Alabama, 23 de julio de 1928-Nueva York, 24 de mayo de 2023) fue un bajista, músico de sesión y compositor estadounidense, padre del cineasta Spike Lee.

## Biografía
Interesado principalmente la música jazz, Lee compuso la música original para muchas de las películas de su hijo, incluyendo She's Gotta Have It (1986), School Daze (1988), Do the Right Thing (1989) y Mo' Better Blues (1990). Participó en varios lanzamientos del sello discográfico de jazz Strata-East, incluyendo la dirección del álbum de 1980 The New York Bass Violin Choir. Durante su carrera sirvió como músico de sesión o en directo para artistas como Cat Stevens, Aretha Franklin, Simon and Garfunkel, John Lee Hooker y Bob Dylan, entre otros.
Lee falleció en su hogar de Fort Greene, Brooklyn el 24 de mayo de 2023, a los 94 años.

## Discografía destacada
- John Lee Hooker: The Folk Lore of John Lee Hooker (Vee-Jay, 1961)
- Ray Bryant: Con Alma (Columbia, 1960); Dancing the Big Twist (Columbia, 1961)
- Aretha Franklin: Aretha: With The Ray Bryant Combo (1961)
- Chris Anderson: My Romance (Vee-Jay, 1960), Inverted Image (Jazzland, 1961)
- The Descendants of Mike and Phoebe: A Spirit Speaks (Strata-East)
- The Brass Company: Colors (Strata East)
- Aretha Franklin: The Tender, the Moving, the Swinging Aretha Franklin (1962)
- Stanley Cowell: Regeneration (Strata-East, 1976)
- Simon & Garfunkel: Wednesday Morning, 3 A.M. (1964)
- Richard Davis: The Philosophy of the Spiritual (Cobblestone, 1971), Fancy Free (Galaxy, 1977), Harvest (Muse, 1977)
- The Warm Voice of Billy "C": Where have you been Billy Boy (Strata East)
- José Feliciano: The Voice and Guitar of José Feliciano (1965)
- John Handy: No Coast Jazz (Roulette, 1960)
- Clifford Jordan: Glass Bead Games (Strata-East, 1974); The Adventurer (Muse, 1978)
- Tom Rush: Tom Rush (1965)
- Chuck Loeb and Andy LaVerne: Magic Fingers (DMP, 1989)
- Tom Rush: Take a Little Walk with Me (1966)
- Peter, Paul & Mary: Album (Warner Bros.)
- Harold Mabern: A Few Miles from Memphis (Prestige), Rakin' and Scrapin' (Prestige)
- The New York Bass Violin Choir: The New York Bass Violin Choir (Strata-East)
- Pat Martino: Starbright (Warner Bros., 1976)
- Ian and Sylvia: First Ian & Sylvia Album
- Johnny Griffin: Change of Pace (Riverside, 1961)
- Gordon Lightfoot: Lightfoot! (United Artists, 1966)
- Michael Bloomfield: From His Head to His Heart to His Hands (Sony Legacy, 2014)

Fuente: